# Sosnowoje (Kaliningrad)
Sosnowoje (russisch Сосновое, deutsch Waldkrug, Stadtkreis Tilsit) ist ein Ort in der russischen Oblast Kaliningrad. Er gehört zur kommunalen Selbstverwaltungseinheit Stadtkreis Slawsk im Rajon Slawsk.

## Geographische Lage
Sosnowoje liegt unmittelbar an der Stadtgrenze zu Sowetsk (Tilsit) an einer Nebenstraße, die die Rajonhauptstadt Slawsk (Heinrichswalde) über Luschki (Dittballen, 1938 bis 1946 Streulage) mit Sowetsk verbindet. Der kleine Ort liegt landschaftlich sehr attraktiv im Nordosten des Schilleningker Waldes (heute russisch: Les Tilschenski). Die Bahnstrecke Kaliningrad–Sowetsk (Königsberg–Tilsit) führt unmittelbar am Ort vorbei. Die nächstliegende Bahnstation ist der zwei Kilometer entfernte Haltepunkt 119 km (ehemals Tilsit-Stadtheide).

## Geschichte
Das einstige Waldkrug (auch: Tilsit-Waldkrug) im 1896 gebildeten Stadtkreis Tilsit bestand vor 1945 lediglich aus einem gerne von Ausflüglern besuchten Wirtshaus mit Nebengebäuden und war als Wohnplatz in das Stadtgebiet von Tilsit integriert.
In Kriegsfolge kam auch Waldkrug 1945 mit dem nördlichen Ostpreußen zur Sowjetunion und erhielt vor 1975 die russische Bezeichnung „Sosnowoje“. Spätestens seit 1975 gehörte der Ort zum Dorfsowjet Gastellowski selski Sowet im Rajon Slawsk. Von 2008 bis 2015 gehörte Sosnowoje zur städtischen Gemeinde Slawskoje gorodskoje posselenije und seither zum Stadtkreis Slawsk.

## Kirche
Die wenigen Einwohner des Wohnplatzes Waldkrug, die meisten von ihnen evangelischer Konfession, gehörten vor 1945 zur Deutschen Kirche (auch: Stadtkirche, Deutschordenskirche) in Tilsit (Sowetsk), die dem Kirchenkreis Tilsit (ab 1922: Tilsit-Ragnit) innerhalb der Kirchenprovinz Ostpreußen der Kirche der Altpreußischen Union zugehörig war. Heute liegt Sosnowoje im Einzugsbereich der neu entstandenen evangelisch-lutherischen Gemeinde in Slawsk, Pfarrgemeinde der Kirchenregion Slawsk in der Propstei Kaliningrad der Evangelisch-lutherischen Kirche Europäisches Russland.